# Joel Lipinski
Joel Lipinski (Regina, 29 luglio 1985) è un ex giocatore di football americano canadese, che ha giocato come defensive back.
Dopo aver giocato per due squadre universitarie canadesi non è stato selezionato nel Draft CFL 2009 e ha firmato con i Saskatchewan Roughriders come undrafted free agent; nel 2011 si è unito agli Edmonton Eskimos ma non è riuscito a entrare nel roster attivo.